# Colisicostata albata
Colisicostata albata är en insektsart som beskrevs av Heinrich Julius Tode 1966. Colisicostata albata ingår i släktet Colisicostata och familjen hornstritar. Inga underarter finns listade i Catalogue of Life.